# Jon wodorotlenkowy
Jon wodorotlenkowy (wodorotlenowy), OH−
 – jednowartościowy anion (jon jednoujemny) zbudowany z dwóch atomów, tlenu i wodoru. Jon wodorotlenkowy wraz z jonem hydroniowym (oksoniowym) stanowi produkt autodysocjacji wody:
2H
2O ⇄ H
3O+
 + OH−

Związki nieorganiczne oraz niektóre związki organiczne (np. czwartorzędowe wodorotlenki amoniowe) zawierające grupę hydroksylową nazywane są wodorotlenkami. Stopień dysocjacji jonów wodorotlenkowych w wodnych roztworach wodorotlenków decyduje o zasadowości danego związku; związki, które łatwo oddysocjowują jony hydroksylowe noszą nazwę zasad, a ich roztwory wodne to ługi. Do często spotykanych wodorotlenków należą:
- wodorotlenek sodu, NaOH
- wodorotlenek potasu, KOH
- wodorotlenek wapnia, Ca(OH)
2

Jon wodorotlenkowy może też pełnić rolę ligandu w wielu związkach kompleksowych, np. [Al(OH)
4]−
, [Al(OH)
6]−
, [Au(OH)
4]−
 oraz [Zn(OH)
4]−
. W takich związkach anion wodorotlenkowy jest donorem wolnej pary elektronowej (zasadą Lewisa) i nosi nazwę hydrokso (np. tetrahydroksoglinian potasu).
Grupa hydroksylowa (−OH) występująca m.in. w alkoholach i kwasach jest związana kowalencyjnie i nie ulega dysocjacji z wytworzeniem jonu wodorotlenkowego – w związkach tych oddysocjowywać może jedynie jon wodorowy (H+
).